# سوزان رپ
سوزان رپ (به انگلیسی: Susan Rapp) (زادهٔ ۵ ژوئیهٔ ۱۹۶۵) شناگر اهل ایالات متحده آمریکا است.